# Plătărești
Plătăreşti é uma comuna romena localizada no distrito de Călăraşi, na região de Muntênia. A comuna possui uma área de 50.12 km² e sua população era de 3666 habitantes segundo o censo de 2007.